# 美國陸軍系列
《美國陸軍系列》是一系列多人軍事戰術的第一人称射击游戏，由美国陆军紅石兵工廠陸軍遊戲工作室研發，美國聯邦政府為了協助美国陆军招募兵員而發行的电子游戏，其目的主要是吸引更多的青年志願加入美国陆军，遊戲版權屬於美国陆军。
《美國陸軍》的微軟視窗版本於2002年7月4日發行《美國陸軍：偵察行動》，2002年7月12日發行《美國陸軍：軍事行動》，《美國陸軍：特種部隊（聯盟）》首次在2006年12月21日發行而且有很多更新皆來自《美國陸軍：偵察行動》。目前官方網站已終止《美國陸軍二》的開發與下載，最近發行的遊戲版本是《美國陸軍：演習場》與《美國陸軍三》。最初的研發單位是海军研究生院的MOVES研究中心使用《魔域幻境引擎》來研發，研發資金皆來自於美國國防预算，在互联网上免費提供遊戲軟體給玩家。

## 概要說明
《美國陸軍》是第一個以招募新兵作為明確目標的電玩遊戲，也是第一個以美国國家政策方針為導向的電玩遊戲，這個遊戲通常被人們認為是做為徵募新兵的工具，也有評論者對於《美國陸軍》做為政治宣传工具而提出了激烈的評論，《美國陸軍》時常被指為很像八零與九零年代流行的科幻小说、電影《星際戰士》和小說《安德的游戏》。 到2006年為止，官方網頁上已註冊的帳號超過七百萬位玩家，統計資料顯示，自2002年到2005年為止，平均每次上線就有大約三千至六千位玩家，資料是由Gamespy所調查的十種最常玩的線上遊戲排名，用相同的計數條件所得出的統計資料與《反恐精英》相比較，《絕對武力》則有七萬至十萬位玩家。
雖然在2002年發佈《美國陸軍》，但是這項計畫早在2000年就已經開始，在計畫初期，原本是一項七百萬美元經費的遊戲開發計畫，計畫的時間期限原定為五年，自計畫初期至2009年為止，美國聯邦政府投資的總經費已高達三千兩百八十萬美元，在此期間，美國聯邦政府每年提供給《美國陸軍》的開發經費由一百三十萬美元至五百六十萬美元不等。《美國陸軍》已經淪為遊戲式廣告、嚴肅遊戲和軍事娛樂的遊戲類型，自2000年研發至今還是在持續發行中，玩家可以從網路下載視窗版遊戲主程式，官方網站已經不再提供麦金塔和Linux遊戲版本的更新程式。
MOVES研究中心主持暨創始人麥克·柴達教授將《反恐精英》遊戲模式使用在《美國陸軍》上，相對而言，《美國陸軍》不管是在視覺和聽覺上，尤其在武器表現方面顯得較有真實感，但是有評論者指出，它提供給玩家的武器在對戰時的準確性是很差的。除了電腦發行版本之外，還有《美國陸軍：士兵的崛起》是Xbox遊戲，原本要發行PS2版本，後來確定這項計畫被取消，行動電話版本的遊戲軟體是由Gameloft所發行，自從《美國陸軍三》發行後，研發團隊只有發行視窗版遊戲，而取消了其他平台的遊戲發行。

## 歷史
自1980年代早期，美國國防高等研究計劃署開始利用電子遊戲機研究相關的計畫，直到1996年結束此項計畫，美国海军陆战队立刻被允許使用政府的電腦來研發戰爭遊戲，美国海军陆战队的计算机模拟專家將商業電玩遊戲《毀滅戰士II》修改成另一款遊戲《海軍陸戰隊毀滅戰士》來作為战术訓練工具，美国海军陆战队因為《海軍陸戰隊毀滅戰士》的研究成功而與MÄK科技公司合作開發《海軍陸戰隊遠征隊兩千》，這是第一個由美国国防部和民間的電玩遊戲工業公司合作開發的電腦遊戲，這個遊戲不僅用在美国海军陆战队訓練，也公開對外發行。麥克·柴達教授曾是美國國家科學研究委員會的會員之一，他提出一份1997年美國國家科學研究委員會的報告，指出美国国防部的軍事模擬遊戲，研究速度遠遠落後商業遊戲，並建議與民間的娛樂工業一同聯合研究。
1999年，美国陆军徵募新兵的人數打破三十年來的最低記錄，並且連續兩年未達募兵的目標人數，美国国会決議在軍事募兵計畫實行《具有侵略性的創新實驗計畫》，美国国防部增加超過二十二億美元作為內部工作人員對外徵募新兵的獎勵活動來改善美国陆军的形象，這項計畫也包含《美國陸軍》，幾乎所有相關的宣傳工作都使用《一人軍隊》這個標語，其中還有贊助全國運動汽車競賽協會的賽車車隊。
凱西·瓦丁斯基中校曾是西点军校的經濟學教授，當時他將線上美國陸軍電腦遊戲的計畫，提議給美國陸軍（人事）副參謀長與美國陸軍人力暨後備事務助理部長，在說服他們這項計畫的成本以及未來預計可得到的高效益成果後，凱西·瓦丁斯基中校成為西点军校經濟暨人力分析室主任，亦擔任《陸軍遊戲計畫》的主管，與麥克·柴達教授一同工作。2000年5月，他們在MOVES研究中心與美国陆军合作開發這個遊戲。在2001年美国国防部從法國軟體公司育碧软件得到許可，使用湯姆·克蘭西的《虹彩六號》電玩遊戲來訓練軍事人員。

麥克·柴達教授接受訪問時說明：
|  | 我們認為我們還有很多問題有待解決。對於九一一襲擊事件造成國家所遭受的困境，此時軍隊是相當重要的，也間接地影響《美國陸軍》。我不太確定社會大眾對於《美國陸軍》的接受程度為何。 |

2002年5月，美国陆军在E3會場展示遊戲軟體，包含士兵與布雷德利M6防空戰車的武裝靜態展示。在2002年7月4日美国独立日，《美國陸軍》初版《美國陸軍：偵察行動》，在研發三年後正式發行，製作成本大約高達六百萬到八百萬美元，這款遊戲很容易取得，遊戲內容近似《絕對武力》，使用《魔域幻境遊戲引擎》，並且美国陆军還提供一套非常好的免費伺服器。一位開發人員最後把它表現在《美國陸軍：士兵》這個角色扮演游戏的開發場景裡，把《美國陸軍》描述得非常悲觀。在2002年，一位德國電腦工程師成立《美國陸軍》追蹤系統網站，用來統計玩家的相關資料，例如玩家在遊戲中的死亡次數與在線上的登入時間。

### 後期發展
| 時間（年） | 經費（美元） |
| ---------- | ------------ |
| 2000       | $3,500,000   |
| 2001       | $5,600,000   |
| 2002       | $1,862,985   |
| 2003       | $2,600,000   |
| 2004       | $3,866,482   |
| 2005       | $1,288,552   |
| 2006       | $4,050,748   |
| 2007       | $2,788,137   |
| 2008       | $3,887,450   |
| 2009       | $3,395,702   |

2003年，育碧软件的電玩遊戲《彩虹六號》授權給美国陆军用來測試士兵的軍事戰鬥技能。《美國陸軍》在2003年11月6日發行2.0版，全名是《美國陸軍：特種部隊》。由MOVES研究中心發行小手冊，瓦格納·詹姆斯·澳解釋：
|  | 美國國防部要用更多的特種部隊士兵，來駐守阿富汗與伊拉克北部；在目前發行的《美國陸軍》研究現有的指揮系統漏洞和找出其他方面的應用是有必要性的。 |

當遊戲的驗證與測試成功後，美国陆军沒有承認美國海軍所付出的貢獻，甚至導致雙方關係緊張，這項計畫因雙方的政治鬥爭而終止，最後這項計畫從海军研究生院退出，理由是管理失當，開發團隊在2004年3月搬移到兩個新的位址。
美国陆军在接管產品後的一個月，宣布與育碧软件簽下長期合約，用來吸引廣大的年輕族群，Xbox版本的《美國陸軍：士兵的崛起》會由育碧软件與美国陆军合作發行，儘管合約只有十年，美国陆军還是掌控所有的相關廣告訊息。 根據凱西·瓦丁斯基中校指出，美國聯邦政府各部門早已關注這個遊戲，包含美国特勤局，最後與發行版相類似的訓練版本只能在政府內部使用。 開發人員的研究中心之一美軍附屬軍備研究、發展暨工程中心，習慣上會把遊戲用在測試新型武器方面。
隨著《美國陸軍》的成功發行，美軍在2006年介紹另一款遊戲《未來武力部隊指揮官》，源自美軍2015年的《未來戰鬥系統計劃》。《未來武力部隊指揮官》是即時戰術戰略的電腦遊戲，主要集中在美軍以後的各項計劃上，用來代替現有的《美國陸軍》。

### 其他版本
除了个人电脑的遊戲版本之外，還有其他三種平台的遊戲版本：電子遊戲機、移动电话、街机。在2005年11月育碧软件發行Xbox與PS2遊戲《美國陸軍：士兵的崛起》，在2007年11月發行Xbox 360遊戲《美國陸軍：真實士兵》。在2007年2月Gameloft與美国陆军合作一同發行移动电话遊戲《美國陸軍：特種作戰》，它提供三種不同的遊戲內容。在2007年7月Global VR發行《美國陸軍》街机版。

## 美國陸軍二
《美國陸軍二》採回合制，是以團隊為基礎的戰術射擊遊戲，遊戲內容類似《反恐精英》，不管玩家參與的對伍為何，玩家擔任的角色就是美國陸軍士兵。在玩家上線之前，玩家必須先通過四個訓練關卡並上傳官方網站儲存玩家的訓練成績，當玩家完成其他三個訓練關卡，玩家可成為戰時急救人員、特種部隊人員、委任射擊手、軍用悍馬駕駛、遠距遙控武器系統操作人員、FGM-148標槍飛彈操作人員。這個遊戲主要在於多人遊戲的部分，在一般地圖裡玩家以美國陸軍的身分相互對戰，在特種部隊地圖裡，是以民兵角色與敵對的敵人部隊相互對戰。在《美國陸軍二》多樣化的特性之一就是玩家的敵對方角色，所有的玩家角色被劃分成兩種團隊，一個是攻擊方，一個是防守方。伺服器通常設定一回合為十分鐘，如果超過時間，攻擊方即為輸家。玩家通常看到的隊友是美國士兵或是民兵，而敵對部隊看到的則是敵人，或是在線上的訓練地圖裡敵隊；換句話說，不管玩家是攻擊方還是防守方，玩家自己和隊友是美國士兵，而敵人就是恐怖分子。
當遊戲開始時，如果己方士兵攜帶的武器是M16A2，在敵方的眼裡你是持有AK-47的恐怖份子，遊戲角色移動的速度較為緩慢，類似《虹彩六號》。當玩家被殺掉時的速度感覺上非常快，但是玩家移動的速度在戰火下反而比《魔域幻境之浴血戰場》和《絕對武力》慢，特別是在大型地圖較為明顯，不像一般的第一人称射击游戏，玩家必須透過準心來瞄準射擊以增加準確度。每回合開始時，兩個隊伍及其各自的裝備會同時在出生點出現，每位玩家的裝備通常有一到兩個槍械和幾個手榴彈。通常回合結束僅有一隊獲勝。可以確定的是，當兩隊都被消滅或是兩邊相互攻擊直到用盡時間，就會出現平手的情形。只要其中一隊完成任務或是擊斃所有的敵軍，這一隊就是勝利方，以受歡迎的醫院地圖為例，埋伏方要殺掉護衛方的重要人物，而護衛方的任務就是安全護送重要人物到指定的地方。遊戲的特性是利用操作制約的一種榮譽制度，由於遊戲本身就是模擬美国陆军，所以遊戲以交戰規則作為遊戲的對戰規則，用增加經驗值來獎勵玩家或是扣除經驗值來嚴懲玩家的錯誤行為，要獎勵加分的行為包含完成特定任務、殺敵和救援受傷的隊友，尤其以完成任務和救援隊友比殺敵獲得的經驗值還多，要懲罰的行為包含傷害隊友和傷害因任務所要保護的目標，當玩家被一次扣除的分數過多或行徑囂張惡劣，玩家就會被踢出伺服器，並且會送進軍事監獄。
每個玩家在每回合結束後會成為旁觀者，活著的玩家無法看到旁觀者的線上線上談話和文字信息，旁觀者只能相互對談而已。《美國陸軍二》並未禁止剛進入伺服器的旁觀者可以瀏覽整個地圖的作戰情形，當玩家角色被擊斃時，在螢幕左上方的指令區會顯示文字信息，尤其是可以使用語音對話的麥克風來通知隊友敵對玩家在地圖上的所在位置。與其他多人線上遊戲一樣，作弊、穿牆或瞄準外掛，這些都是在《美國陸軍二》很常見的作弊問題，所以遊戲備有PunkBuster。《美國陸軍二》開發人員正積極主動排除作弊的行為。某些伺服器還特別規定不得在遊戲起始時，也就是兩隊還沒會面時使用手榴彈或榴彈發射器。當每回合起始，敵軍就使用榴彈攻擊玩家的出生點，這種行為令一些玩家認為相當不公平，所以會有伺服器管理員在伺服器設置一些特別的戰鬥規則和限制。某些伺服器也特別規定玩家不可攻擊看不到的區域，稱之為盲射射擊。一般在伺服器裡，旁觀者可以看到三種畫面；當玩家被擊斃時，可以選擇指定的隊友並觀看所在位置的戰鬥情形，再來可以用照相機模式瀏覽指定的玩家與周圍的戰鬥情形，還有也可以指定觀看地圖任何一個區域。
目前《美國陸軍二》支援線上語音對話軟體，但是在遊戲設定上，必須與語音對話軟體有相同的按鍵設定，例如遊戲裡的語音啟動鍵是控制键，語音對話軟體的發話鍵也必須相同。現在世界各國大部分的玩家，大多採用獨立的線上語音軟體，玩家必須自行到互联网上搜索引擎來下載與安裝專用的線上語音對話軟體，還要從某個特定的玩家和戰隊取得用來對話的IP，令線上語音對話軟體可以經由網路來連線到語音對話服务器，才可以與其他玩家在線上戰鬥期間進行對話。這個線上語音對話軟體是完全獨立於遊戲軟體之外的，所以即使遊戲軟體自網路上斷線，它也不會因為遊戲軟體的關係而跟著斷線。
除了線上語音對話軟體之外，玩家必須自行配備頭戴式的耳機麥克風（與麦克风整合在一起的頭戴式耳機），也有玩家利用摄像头內建的麥克風來當成傳話的工具（必須用耳機來收聽對方的言語），因為會接收到周遭環境的雜音，所以產生出來的效果不如頭戴式的耳機麥克風。有些玩家為了方便和個人喜好，沒有戴上耳機，而是直接以電腦揚聲器來聽取對方玩家的聲音，由於麥克風和喇叭之間的距離相當近，這樣的做法會造成回音現象，令對方玩家只會聽到干擾吵雜的聲音，也會使得對方玩家的心情大受影響。
《美國陸軍二》遊戲等級的單位是榮譽值，榮譽值的高低對裝備及能力沒有影響，只要取得足夠的經驗值即可升級，最高的等級是一百榮譽值，另外必須在十五榮譽值（含）以上才可以擔任特種部隊士兵。相對地，如果有違反交戰規則的事情發生，玩家就會被扣除經驗值，甚至有等級下降的情形發生。常常違反遊戲規則或是取得太多的負分數時，通常會被踢出伺服器外，還有，全球每個伺服器的管理人員通常會額外新增自訂的戰鬥規則，來決定是否要趕走違反規則的玩家，假如違反規則的情事是可以被伺服器管理人員所接受的話（當管理人員在現場時），那麼這個違反遊戲規則的玩家就不會被踢出伺服器外，但是取得的負分數還是得照樣計入等級與經驗值內。在2.8版的地圖編輯工具，也是用來設計《美國陸軍二》官方地圖的魔域幻境編輯工具，可以讓玩家自行設計編輯地圖，以後自訂地圖可能會與官方地圖封裝成一般套件，還有位在維基系統的地圖編輯教學文件可供參考。

## 美國陸軍三
《美國陸軍三》於美國東部時間2009年6月17日當天發佈開放下載，《美國陸軍三》排定的測試版測試時間大約在2008年的冬季。整個遊戲是以魔域幻境引擎三為基礎來做設計的，官方宣稱並強調此遊戲在圖形功能與圖形的靈活運用皆廣泛適用於所有的个人电脑，也強調為求主程式的下載效率，而減少整個遊戲主程式的檔案尺寸大小。在《美國陸軍三》裡，由敵隊使用的武器AK-47突击步枪與AKS-74U卡宾枪，在遊戲中的槍枝長度與真槍比較起來，不像真槍那麼長，另一個虛構的武器系統稱之為Obran，以及它的衍生武器，例如步槍型Obran NP與轻机枪型Obran LMK。這種Obran武器系統的設計構想主要是來自於以色列IMI Galil突擊步槍。玩家的跳躍功能將會被完全徹底地改變，與先前的遊戲版本完全不同，有幾張各種不同的槍枝圖片已公佈張貼在《美國陸軍》官方論壇上。
基本上遊戲分成兩個隊伍，黑隊與黃隊，玩家擔任的角色就是美國陸軍士兵，敵對角色是叛軍士兵。玩家必須遵守交戰規則才可以取得經驗值，在這一方面與《美國陸軍二》完全相同，尤其是，當敵軍喪失戰鬥能力時，假如玩家擊斃已倒下的敵軍，會被扣除經驗值，這種行為等同違反交戰守則（亦即蓄意殺害）。遊戲本身已經整合了語音對話技術，利用耳機麥克風即可與隊友進行對話。直到發行3.0.7的版本，官方網站公告了這個版本修正先前大量的遊戲內容問題，以及要求所有玩家必須重新進行所有的訓練關卡，尤其是，當伺服器的線上人數超出十八位玩家時，官方無法保證伺服器運作的穩定性。經過全球眾多玩家們提供的大量錯誤回報，直至今日，官方已修正了大量的Bug，包含伺服器與客戶端程式，不過還是有部分的遊戲問題有待修正。目前《美國陸軍三》已於2011年6月9日發佈3.1版的更新，除了修正先前大量的遊戲內容錯誤，還新增兩張新地圖貧民窟與堡壘。除了新增地圖之外，此次更新的特點在於ES2，變更戰場的急救規則等等。

## 演習場
美國陸軍遊戲官方團隊在遊戲的官方網站與官方論壇發佈了下一個版本的美國陸軍遊戲消息。而這個版本的遊戲名稱是《美國陸軍：演習場》，即將在2013年的夏末正式發佈，發佈日期已被定在2013年8月29日。《美國陸軍：演習場》已於七月初進入封閉測試階段，由於保密合約的限制，所有參與封測的測試人員不得公開遊戲內容，即使它還是有很多的程序错误，但是依照《美國陸軍》官方團隊要求的封測工作，是暫時針對伺服器與計分系統進行測試工作。2013年8月29日，官方在網站上發佈《美國陸軍：演習場》公開測試版，官方終止遊戲封測改以開放公測的方式來發佈遊戲，並且官方在當日以電子郵件通知所有參與封測的測試人員，測試人員已不再受保密合約的限制，可以在網路上分享遊戲截圖、影片或是進行網路直播。
2015年10月1日，官方結束遊戲公測並且正式在網站上發佈《美國陸軍：演習場》正式版。
2022年2月4日，官方網站發布新聞表示預計將於2022年5月5日關閉所有平台的遊戲服務。

## 美國陸軍五
在2018年8月，遊戲開發人員證實正在製作《美國陸軍五》。可能會用虚幻引擎四來製作，估計大約要花三年時間。

## 爭議
大多的爭議都圍繞在獎勵虛擬的殺人行為，除此之外，《美國陸軍》也引發其他的辯論與不同的意見，成為新聞工作者和大專院校研究的主題。美国陆军想要用《美國陸軍》來打造正面的形象。開發人員也在官方網站的FAQ提到在美國地區以外的玩家可以加入這個遊戲的理由：「我們要全世界知道如何成為強悍的美國陸軍」。甚至《美國陸軍》也傾向不再支援Linux與麦金塔电脑，因為使用這些作業系統的使用者對於加入美軍的意願可能性較低。一位烏特勒支大學的畢業生總結說「這個遊戲出自美國政府，其背景取代了它本身遊戲式廣告的性質，已成為替美國陸軍代言的傳播式遊戲」《美國陸軍》開發部門的代理主管克里斯·錢柏斯承認《美國陸軍》的確是個募兵工具，而CNN/Money的專欄編輯與目錄發展主管克里斯·莫利斯寫道「美國陸軍的確承認《美國陸軍》是個替他們代言的傳播型式的電玩遊戲」。陸軍人事部門的代理主管提摩西·茂德在美國參議院國防委員會之前證實，美國陸軍曾考慮到《美國陸軍》是個「低成本高效益的募兵工具」，想將目標集中在年輕族群，並成為青年文化中受到年輕人重視的一部分。《美國陸軍》也被形容成軍事與綜藝娛樂的複合體或是被稱為軍事娛樂，進而模糊了它在綜藝娛樂與戰爭兩者的界線，隨著批評也助長社會上的軍事思維與想法。
可以瀏覽這個陸軍遊戲和它的官方網站，包含連結到美軍的另一個募兵網站，根據2000年2月的美軍小組委員會證詞，直接聯絡這個募兵網站的成功率比起其他任何聯絡募兵中心的方法還來得高。這個遊戲的主要目標就是引領全美國的玩家進入它的官方網站，經確認已有百分之二十八的《美國陸軍》網站瀏覽者點閱連結其他的募兵網站。在官方網站的FAQ網頁，遊戲開發人員爭論這個遊戲對於青少年的合適性。文章內容寫道「在小學校裡，孩童學習的是，以前喬治華盛頓領導的獨立戰爭所使用的歐洲式軍事活動風格，以及終結希特勒壓迫的美軍角色。現在他們必須了解，今日的美軍在全世界正從事著打擊那些決心要破壞美國和民主自由的恐怖分子」。前新聞記者蓋瑞·偉伯曾主張這個遊戲的其他目的，在於測試遊戲是否可以作為募兵傾向的可能性，而且這個遊戲的目的並未被大眾所注意。他的結論是，政府花費大筆稅金的理由可能只是為了追蹤玩家與收集相關資料而已。
加拿大的龐克搖滾樂團Propagandhi在2005年10月發行的專輯《Potemkin City Limits》第六首歌曲《America's Army™ (Die Jugend Marschiert)》表達反對《美國陸軍》遊戲。自2006年3月的伊拉克战争週年開始，內華達大學雷诺校區的藝術教授喬瑟夫·迪拉普開始反對伊拉克戰爭和《美國陸軍》遊戲。他開始用死在伊拉克這個使用者名稱登入《美國陸軍》，在遊戲的聊天室裡公開撻伐這個遊戲，並廣播在伊拉克參戰的士兵名字、年齡、服務單位與陣亡日期。

### 現實方面
反對《美國陸軍》的一個普遍爭議，就是它似乎是在貶低或是排除描寫美軍性命的某些顯著層面，例如因戰爭造成的平民百姓死亡率和士兵的心理煩惱，士兵們也可能會體驗到當他們面臨流血與屍體時出現的內心傷痛。因此有很多的批評者表示，這個遊戲內容表現出的情境，在現實層面上是相當失敗的。目前遊戲畫面出現的血塊就是個普遍提到的例子，它比現實生活中出現的情境要來得單調。其中一個理由就是遊戲畫面出現太多的血塊而提升了ESRB遊戲分級的等級，而遊戲集中的玩家族群鎖定以十七歲青少年為主。另一個理由是，太多的血塊無法吸引想加入軍隊的潛在族群。如同有人在官方論壇的留言版上貼了一段留言內容
|  | 如果遊戲的士兵角色被殺死，出現斷手斷腳的血腥畫面，我很懷疑會有人想加入軍隊。 |

同樣地，纽约大学助理教授亞歷山大·蓋洛威注意到
|  | 人們對於《美國陸軍》的興趣，不管它是簡單的活廣告還是合法的募兵工具，都不是主要的辯論重點，在於它是厚臉皮與果斷性，遊戲的自我膨脹有點像是模仿寫實主義。 |

在他的分析裡，蓋洛威對於《美國陸軍》下的結論，儘管成為完全的寫實遊戲，隨著遊戲畫面很接近現實生活中相片寫實的性質，即使做最小的嘗試還是無法達到敘述式的現實性質──意即在射擊的精準表現上在實際上很像對戰時的表現。反而它只是假借現實來表現出國家主義者的情操，而多過於自然或反射性的美學架構想法。

### 募兵效益
在2003年的西点军校新生班當中，有百分之十九的新生有玩過這個遊戲。在遊戲發行後兩年，募兵人數持續達到所需目標人數。五角大楼的公共事務部主任保羅·保伊斯曾經說過，絕對無法找出《美國陸軍》與募兵人數的差異，他本人不希望有人單純只是因為《美國陸軍》而被招募進入軍隊，因為《美國陸軍》無法解答出與美軍有關的某些特殊問題，例如
|  | 入伍當兵對我個人本身、我的家庭和我的國家是否有益？ |

 因為《美國陸軍》在對戰的部分集中在技術上更甚於道德層面，而如何戰鬥這一句口號，也間接地暗示了美國政府在第二次世界大战期間製作的系列影片《為何而戰》。

## 外部連結
（英文）
- 官方網站 （页面存档备份，存于）
- 官方論壇 （页面存档备份，存于）
- 官方線上手冊
- Gamepedia《美國陸軍：演習場》 （页面存档备份，存于）
- 非官方的《美國陸軍二》遊戲網站（AAO25） （页面存档备份，存于）

（繁體中文）
- 巴哈姆特《美國陸軍》討論區 （页面存档备份，存于）
- 遊戲基地《美國陸軍》討論區 （页面存档备份，存于）